# Everything's Gonna Be Okay
Everything's Gonna Be Okay (Todo va a ir bien) es una comedia de situación estadounidense creada por el cómico australiano Josh Thomas. Thomas creó, escribió, dirigió y protagonizó previamente la galardonada serie semiautobiográfica Please Like Me. Everything's Gonna Be Okay se estrenó en Freeform el 16 de enero de 2020. En mayo de 2020 la serie fue renovada por una segunda temporada que se estrenó el 8 de abril de 2021. En agosto de 2021 la serie fue cancelada después de dos temporadas.

## Argumento
Nicholas, un australiano de unos veinte años, visita a su padre estadounidense y a sus dos hermanastras adolescentes en Los Ángeles. Durante su visita, se entera de que su padre está enfermo terminal y quiere que Nicolás se convierta en el tutor de Genevieve y Matilda, ya que su madre también ha fallecido. 

## Reparto

### Principal
- Josh Thomas como Nicholas, un entomólogo australiano neurótico y gay de unos 20 años. Al final de la segunda temporada le diagnostican autismo.
- Kayla Cromer como Matilda, la hermanastra autista de Nicholas que tiene 17 años al comienzo de la serie. Es una talentosa compositora clásica. La propia Cromer es autista, por lo que ella misma sintió que esto le había ayudado a conseguir el papel a pesar de haberse presentado al mismo sin agente.
- Adam Faison como Alex, el novio de Nicholas.
- Maeve Press como Genevieve, la hermanastra de Nicholas aspirante a escritora. Tiene 14 años al comienzo de la serie.

### Recurrente
- Lillian Carrier como Drea, la novia asexual autista de Matilda, y más tarde esposa.
- Lori Mae Hernández como Barb, amiga de Genevieve.
- Vivienne Walsh como Penny, la madre de Nicholas que ocasionalmente hace videollamadas desde Australia.
- Charlie Evans como Leonard, el interés amoroso de Genevieve.
- Vico Ortiz como Lindsey, amigo de Alex.
- Carsen Warner como Jeremy, compañero de clase de Matilda (1ª temporada, 2ª temporada como invitado).
- Kimleigh Smith como la Sra. Hall, profesora de Genevieve (1ª temporada, 2ª temporada como invitada).
- Ivy Wolk como Tellulah, amiga de Genevieve (1ª temporada).
- Mason Gooding como Luke, el amor platónico de Matilda.
- Timothy Isaac Brundidge como Zane, compañero de clase de Matilda con quien se acuesta en una fiesta (1ª temporada).
- Oye Young Park como Sam, el profesor de Matilda.
- James M. Connor como director Young, el director de Genevieve y Matilda (1ª temporada).
- María Bamford como Suze, la madre de Drea (2ª temporada).
- Richard Kind como Tobias, el padre de Drea (2ª temporada).
- Christian Valderrama como Carlos, el interés amoroso de Genevieve (2ª temporada).
- CJ Jones como Eric, el padre sordo de Alex (2ª temporada).

## Episodios
| Temporada | Temporada | Episodios | Episodios | Emisión original    | Emisión original    |
| Temporada | Temporada | Episodios | Episodios | Primera emisión     | Última emisión      |
| --------- | --------- | --------- | --------- | ------------------- | ------------------- |
|           | 1         | 10        | 10        | 16 de enero de 2020 | 12 de marzo de 2020 |
|           | 2         | 10        | 10        | 8 de abril de 2021  | 3 de junio de 2021  |

### Temporada 1 (2020)
| N.º en serie | N.º en temp. | Título                                | Título en español          | Dirigido por          | Escrito por                                                 | Fecha de emisión original | Audiencia (millones) |
| --- | ------------ | ------------------------------------- | -------------------------- | --------------------- | ----------------------------------------------------------- | ------------------------- | -------------------- |
| 1 | 1            | «Seven-Spotted Ladybug»               | Mariquita de siete puntos  | Rebecca Thomas        | Josh Thomas                                                 | 16 de enero de 2020       | 0.302                |
| Justo cuando Nicholas está a punto de volver desde Estados Unidos a Australia, su padre, y padre de sus dos hermanastras, Matilda y Genevieve, le dice a Nicholas que se está muriendo.                                       |              |                                       |                            |                       |                                                             |                           |                      |
| 2 | 2            | «Greenbottle Blue Tarantula»          | Tarántula azul             | Silas Howard          | Josh Thomas & Marissa Berlin & Vivienne Walshe              | 16 de enero de 2020       | 0.216                |
| Las chicas luchan cuando regresan a la vida normal. Nicholas pierde su llave, por lo que intenta colarse en la casa por la ventana. Se rompe el meñique, lo que provoca una pelea que se intensifica.                         |              |                                       |                            |                       |                                                             |                           |                      |
| 3 | 3            | «Giant Asian Mantises»                | Mantis gigante             | Silas Howard          | Guion de: Josh Thomas Historia de: Jess Meyer               | 23 de enero de 2020       | 0.141                |
| Genevieve quiere una fiesta de cumpleaños discreta con sus amigos, incluida la persuasiva Tellulah. Matilda convence a Alex para que se emborrache con ella.                                                                  |              |                                       |                            |                       |                                                             |                           |                      |
| 4 | 4            | «Silkmoths»                           | Gusano de seda             | Rachel Lee Goldenberg | Hye Yun Park                                                | 30 de enero de 2020       | 0.257                |
| 5 | 5            | «West African Giant Black Millipedes» | Milpiés gigante            | Silas Howard          | Catya McMullen                                              | 6 de febrero de 2020      | 0.144                |
| 6 | 6            | «Harvester Ants»                      | Hormiga cosechadora        | Silas Howard          | Marissa Berlin                                              | 13 de febrero de 2020     | 0.098                |
| Después de que Matilda tenga relaciones sexuales con un chico de 18 años mientras está borracha, Nicholas ataca al director de la escuela, quien no da importancia al hecho. Alex y Nicholas discuten durante las vacaciones. |              |                                       |                            |                       |                                                             |                           |                      |
| 7 | 7            | «Blue Death-Feigning Beetles»         | Escarabajo azul            | Rachel Lee Goldenberg | Marissa Berlin & Vivienne Walshe                            | 20 de febrero de 2020     | 0.122                |
| 8 | 8            | «Maggots»                             | Larva de mosca             | Rachel Lee Goldenberg | Vivienne Walshe                                             | 27 de febrero de 2020     | 0.130                |
| 9 | 9            | «Monarch Butterflies»                 | Mariposa monarca           | Rachel Lee Goldenberg | Guion de: Josh Thomas Historia de: Jess Meyer & Josh Thomas | 5 de marzo de 2020        | 0.159                |
| 10 | 10           | «Discoid Cockroaches»                 | Cucaracha cabeza de muerte | Silas Howard          | Josh Thomas                                                 | 12 de marzo de 2020       | 0.184                |

### Temporada 2 (2021)
| N.º en serie | N.º en temp. | Título                      | Título en español    | Dirigido por   | Escrito por                                                    | Fecha de emisión original | Audiencia (millones) |
| --- | ------------ | --------------------------- | -------------------- | -------------- | -------------------------------------------------------------- | ------------------------- | -------------------- |
| 11 | 1            | «Gray Bird Grasshopper»     | Langosta gris        | Silas Howard   | Josh Thomas                                                    | 8 de abril de 2021        | 0.193                |
| Nicholas, Matilda, Genevieve y Alex están juntos en cuarentena debido a la pandemia de COVID-19. Matilda se ha encerrado en su habitación. Su familia intenta que salga, y Genevieve finalmente se corta el dedo para incitar a Matilda a que la cuide. Genevieve mira la computadora de Matilda en un descuido y deduce que Matilda no está segura de si es lesbiana. Genevieve le dice a Matilda que debe revelarle esto a Drea antes de continuar una relación con ella. |              |                             |                      |                |                                                                |                           |                      |
| 12 | 2            | «Jungle Centipede»          | Escalopendra gigante | Silas Howard   | Vivienne Walshe                                                | 8 de abril de 2021        | 0.113                |
| Alex se entera de que sus padres se están divorciando. Drea y Matilda van a una serie de citas con distanciamiento físico en el jardín delantero de Matilda, donde Matilda dirige a Drea en juegos de rol sexuales verbales. Nicholas y Alex se unen a Suze y Toby mientras esperan a que concluyan las citas. Genevieve se enfrenta a Matilda por lo que vio en su computadora. Genevieve afirma que ha decidido que no se siente atraída sexualmente por las mujeres. Nicholas y Genevieve presionan a Matilda para que rompa con Drea, y ella lo hace en su siguiente cita.                                     |              |                             |                      |                |                                                                |                           |                      |
| 13 | 3            | «Emperor Scorpion»          | Escorpión emperador  | Silas Howard   | Marissa Berlin                                                 | 15 de abril de 2021       | 0.116                |
| En el aniversario de la muerte de su padre, Nicholas, Matilda y Genevieve realizan una serie de rituales para honrarlo. Después, Matilda y Genevieve se confiesan entre ellas que no se sintieron particularmente tristes durante los rituales, tras lo que discuten sobre sexo. Alex está frustrado porque Nicholas no es muy comunicativo con sus emociones y trata de que se abra. Nicholas finalmente admite que siente que su dolor es menos importante que los sentimientos de otras personas. Alex lo empuja a establecer límites con su madre, quien todavía habla de manera degradante sobre su padre.    |              |                             |                      |                |                                                                |                           |                      |
| 14 | 4            | «Cave Cockroaches»          | Cucaracha de cueva   | Josh Thomas    | Thomas Ward                                                    | 22 de abril de 2021       | 0.096                |
| Genevieve intenta hacer un vlog sobre Juana de Arco, pero debido a los elogios positivos de Alex y otros, lo elimina y en su lugar hace un video sobre su reacción a su reacción a su primer video. Oscar, que está enamorado platónicamente de ella responde a su comentario y después la llama. Alex todavía está triste por el divorcio de sus padres y decepcionado porque Nicholas tarda 2 semanas en preguntarle sobre sus sentimientos. Se pelean. Matilda y Drea se hacen amigas. Drea se declara asexual y aceptan convertirse en novias si Matilda puede tener relaciones sexuales casuales con hombres. |              |                             |                      |                |                                                                |                           |                      |
| 15 | 5            | «California Banana Slugs»   | Babosa de plátano    | Rachael Holder | Vivian Walshe                                                  | 29 de abril de 2021       | 0.107                |
| 16 | 6            | «Regal Jumping Spider»      | Araña saltarina      | Rachael Holder | Guion de: Dana Donnelly & Josh Thomas Historia de: Josh Thomas | 6 de mayo de 2021         | 0.141                |
| 17 | 7            | «Woolly Bear Caterpillar»   | Oruga de oso lanudo  | Rachael Holder | Thomas Ward                                                    | 13 de mayo de 2021        | 0.109                |
| 18 | 8            | «Banded Argiope Spider»     | Araña tigre          | Josh Thomas    | Marissa Berlin                                                 | 20 de mayo de 2021        | 0.078                |
| 19 | 9            | «California Sphinx Moth»    | Polilla esfinge      | Rachel Holder  | Allison Lyman and Josh Thomas                                  | 27 de mayo de 2021        | —                    |
| Para consolar a Nicholas después de su ruptura, Suze le dice que cree que él puede ser autista. Nicholas y Genevieve se muestran escépticos. Después de investigar más, Genevieve cambia de opinión y guía a Nicholas en una evaluación de autismo en línea. Esto los convence a ambos de que Nicholas es autista. Nicolás le revela su realización a Matilda. Ella lo niega inicialmente, pero finalmente acepta que probablemente sea autista. El episodio termina con Nicholas en un entorno médico, presumiblemente en busca de un diagnóstico oficial.                                                        |              |                             |                      |                |                                                                |                           |                      |
| 20 | 10           | «Gulf Fritillary Butterfly» | Mariposa speyeria    | Josh Thomas    | Josh Thomas & Thomas Ward                                      | 3 de junio de 2021        | 0.096                |
| La víspera de la boda de Matilda, Alex los visita para restablecer una relación cordial con Nicholas antes del evento. Después de que Matilda obligue a Nicholas a revelar su diagnóstico a Alex, Nicholas se va sin hablar con él. En la mañana de la boda de Matilda, Genevieve finalmente expresa sus dudas y le pide a Matilda que cancele la boda. Matilda está herida pero finalmente decide casarse. En la boda, Alex intenta volver con Nicholas, pero éste le dice que deberían tratar de encontrar personas que los amen sin tener que cambiarse a sí mismos.                                            |              |                             |                      |                |                                                                |                           |                      |

## Producción

### Desarrollo
El 10 de mayo de 2018 se anunció que Freeform había autorizado el piloto de Everything's Gonna Be Okay, serie escrita por el cómico australiano Josh Thomas. El 12 de diciembre de 2018 se anunció que el piloto se convertía en serie de 10 episodios. También se anunció que Thomas sería el showrunner, con David Martin, Jon Thoday y Richard Allen-Turner como productores ejecutivos en nombre de Avalon Television. Stephanie Swedlove y Kevin Whyte serían los productores ejecutivos. El 19 de mayo de 2020 Freeform renovó la serie por una segunda temporada que se estrenó el 8 de abril de 2021 y duró 10 episodios, hasta el 3 de junio de 2021. El 17 de agosto de 2021 Freeform canceló la serie después de estas dos temporadas.

### Casting
Después de que se anunciara que Thomas protagonizaría la serie en el papel de  Nicholas, en noviemebre de 2019 se reveló que la actriz autista Kayla Cromer interpretaría a Matilda. La propia Cromer es autista, por lo que ella misma sintió que esto le había ayudado a conseguir el papel a pesar de haberse presentado al mismo sin agente. Ese mismo mes, Maeve Press fue elegida como Genevieve, la hermanastra de 15 años de Nicholas. En enero de 2020, días antes del estreno de la serie, Adam Faison fue elegido como Alex, el novio de Nicholas.

## Estreno
Los nuevos episodios estaban disponibles al día siguiente de su emisión en Hulu y Freeform On Demand. La serie fue distribuida internacionalmente por Avalon Distribution. En Australia se programó para que cada episodio fuera lanzado en el servicio de streaming Stan el mismo día que en los EE. UU.

## Recepción

### Respuesta crítica
En Rotten Tomatoes, la serie tiene un índice de aprobación del 94% basado en 17 reseñas. El consenso crítico del sitio web dice: "Dulcemente conmovedor y cálidamente ingenioso Everything's Gonna Be Okay es tan de gran corazón y matizado como los personajes bien escritos en su centro". En Metacritic, tiene una puntuación media ponderada de 80 sobre 100, basada en 6 críticas, lo que indica "críticas generalmente favorables". Steve Greene en IndieWire, revisando la primera temporada, eligió la empatía narrativa del programa y las "notas de gracia" entre los capítulos más típicos del programa. Luke Buchmaster de The Guardian era más cauteloso, afirmando que el programa "pierde sus marcas" y solo alcanza su ritmo después del primer episodio de la temporada. Tras el estreno de los episodios "Gray Bird Grasshopper" y "Jungle Centipede", el crítico Alex Reif de laughingplace.com realizó comentarios positivos, señalando que "...la fuerza de la serie es que aborda problemas graves de una manera cómica" y que el programa es "un soplo de aire fresco".

### Calificaciones

#### Temporada 1
| N.º | Título                                | Fecha de emisión      | ÍA/CP (18–49) | Audiencia (millones) | DVR (18–49) | Audiencia DVR (millones) | Total (18–49) | Audiencia total (millones) |
| --- | ------------------------------------- | --------------------- | ------------- | -------------------- | ----------- | ------------------------ | ------------- | -------------------------- |
| 1   | «Seven-Spotted Ladybug»               | 16 de enero de 2020   | —             | 0.302                | 0.05        | 0.108                    | 0.18          | 0.410                      |
| 2   | «Greenbottle Blue Tarantula»          | 16 de enero de 2020   | —             | 0.216                | 0.05        | 0.099                    | 0.12          | 0.315                      |
| 3   | «Giant Asian Mantises»                | 23 de enero de 2020   | —             | 0.141                | 0.05        | 0.075                    | 0.08          | 0.216                      |
| 4   | «Silkmoths»                           | 30 de enero de 2020   | —             | 0.257                | 0.05        | 0.105                    | 0.18          | 0.362                      |
| 5   | «West African Giant Black Millipedes» | 6 de febrero de 2020  | —             | 0.144                | 0.04        | 0.086                    | 0.07          | 0.230                      |
| 6   | «Harvester Ants»                      | 13 de febrero de 2020 | —             | 0.098                | 0.04        | 0.093                    | 0.08          | 0.191                      |
| 7   | «Blue Death-Feigning Beetles»         | 20 de febrero de 2020 | —             | 0.122                | 0.05        | 0.096                    | 0.09          | 0.218                      |
| 8   | «Maggots»                             | 27 de febrero de 2020 | —             | 0.130                | 0.04        | 0.075                    | 0.08          | 0.235                      |
| 9   | «Monarch Butterflies»                 | 5 de marzo de 2020    | —             | 0.159                | —           | —                        | —             | —                          |
| 10  | «Discoid Cockroaches»                 | 12 de marzo de 2020   | —             | 0.184                | —           | —                        | —             | —                          |

#### Temporada 2
| N.º | Título                      | Fecha de emisión    | ÍA/CP (18–49) | Audiencia (millones) | DVR (18–49) | Audiencia DVR (millones) | Total (18–49) | Audiencia total (millones) |
| --- | --------------------------- | ------------------- | ------------- | -------------------- | ----------- | ------------------------ | ------------- | -------------------------- |
| 1   | «Gray Bird Grasshopper»     | 8 de abril de 2021  | —             | 0.193                | —           | —                        | —             | —                          |
| 2   | «Jungle Centipede»          | 8 de abril de 2021  | —             | 0.113                | —           | —                        | —             | —                          |
| 3   | «Emperor Scorpion»          | 15 de abril de 2021 | —             | 0.116                | —           | —                        | —             | —                          |
| 4   | «Cave Cockroaches»          | 22 de abril de 2021 | —             | 0.096                | —           | —                        | —             | —                          |
| 5   | «California Banana Slugs»   | 29 de abril de 2021 | —             | 0.107                | —           | —                        | —             | —                          |
| 6   | «Regal Jumping Spider»      | 6 de mayo de 2021   | —             | 0.141                | —           | —                        | —             | —                          |
| 7   | «Woolly Bear Caterpillar»   | 13 de mayo de 2021  | —             | 0.109                | —           | —                        | —             | —                          |
| 8   | «Banded Argiope Spider»     | 20 de mayo de 2021  | —             | 0.078                | —           | —                        | —             | —                          |
| 9   | «California Sphinx Moth»    | 27 de mayo de 2021  | —             | —                    | —           | —                        | —             | —                          |
| 10  | «Gulf Fritillary Butterfly» | 3 de junio de 2021  | —             | 0.096                | —           | —                        | —             | —                          |

### Reconocimientos
| Año  | Premios                                                         | Categoría                     | Candidato            | Resultado | Ref.   |
| ---- | --------------------------------------------------------------- | ----------------------------- | -------------------- | --------- | ------ |
| 2021 | Premios GLAAD Media                                             | Mejor serie de comedia        | Todo va a estar bien | Nominado  | [ 25 ] |
| 2021 | Premios de televisión de la Asociación de Críticos de Hollywood | Mejor serie de cable, comedia | Todo va a estar bien | Nominado  | [ 26 ] |